# Krum (Texas)
Krum város az USA Texas államában, Denton megyében. Lakosainak száma 5483 fő (2020. április 1.).

## Népesség
A település népességének változása:

| 2010 | 4 157 |
| 2020 | 5 483 |